# Bataille de Montmorency
Guerre de Sept Ans
Batailles
- Minorque (navale) (1756)
- Pirna (1756)
- Lobositz (1756)
- Reichenberg (1757)
- Prague (1757)
- Kolin (1757)
- Hastenbeck (1757)
- Gross-Jägersdorf (1757)
- Moys (1757)
- Rochefort (1757)
- Rossbach (1757)
- Breslau (1757)
- Leuthen (1757)
- Carthagène (navale) (1758)
- Olomouc (1758)
- Saint-Malo (1758)
- Rheinberg (1758)
- Krefeld (1758)
- Domstadl (1758)
- Cherbourg (1758)
- Zorndorf (1758)
- Saint-Cast (1758)
- Tornow (1758)
- Lutzelberg (1758)
- Hochkirch (1758)
- Bergen (1759)
- Kay (1759)
- Minden (1759)
- Kunersdorf (1759)
- Neuwarp (navale) (1759)
- Hoyerswerda (1759)
- Baie de Quiberon (navale) (1759)
- Maxen (1759)
- Meissen (1759)
- Glatz (1760)
- Landshut (1760)
- Corbach (1760)
- Emsdorf (1760)
- Dresde (1760)
- Warburg (1760)
- Liegnitz (1760)
- Rhadern (1760)
- Berlin (1760)
- Kloster Kampen (1760)
- Torgau (1760)
- Belle-Île (1761)
- Langensalza (1761)
- Cassel (1761)
- Grünberg (1761)
- Villinghausen (1761)
- Ölper (1761)
- Kolberg (1761)
- Wilhelmsthal (1762)
- Burkersdorf (1762)
- Lutterberg (1762)
- Reichenbach (1762)
- Almeida (1762)
- Valencia de Alcántara (1762)
- Nauheim (1762)
- Vila Velha de Ródão (1762)
- Cassel (1762)
- Freiberg (1762)

- Jumonville Glen (1754)
- Fort Necessity (1754)
- Fort Beauséjour (1755)
- 8 juin 1755
- Monongahela (1755)
- Petitcoudiac (1755)
- Lac George (1755)
- Fort Bull (1756)
- Fort Oswego (1756)
- Kittanning (1756)
- En raquettes (1757)
- Pointe du Jour du Sabbat (1757)
- Fort William Henry (1757)
- German Flatts (1757)
- Lac Saint-Sacrement (1758)
- Louisbourg (1758)
- Le Cran (1758)
- Fort Carillon (1758)
- Fort Frontenac (1758)
- Fort Duquesne (1758)
- Fort Ligonier (1758)
- Québec (1759)
- Fort Niagara (1759)
- Beauport (1759)
- Plaines d'Abraham (1759)
- Sainte-Foy (1760)
- Neuville (1760)
- Ristigouche (navale) (1760)
- Mille-Îles (1760)
- Signal Hill (1762)

- Cap-Français (1757)
- Martinique (1759)
- Guadeloupe (1759)
- Dominique (1761)
- Martinique (1762)
- Cuba (1762)

- Chandernagor (1757)
- Plassey (1757)
- Gondelour (1758)
- Négapatam (navale) (1758)
- Condore (1758)
- Madras (1758)
- Pondichéry (navale) (1759)
- Masulipatam (1759)
- Chinsurah (1758)
- Wandiwash (1760)
- Pondichéry (1760-1761)
- Manille (1762)

- Saint-Louis (1758)
- Gorée (1758)
- Gambie

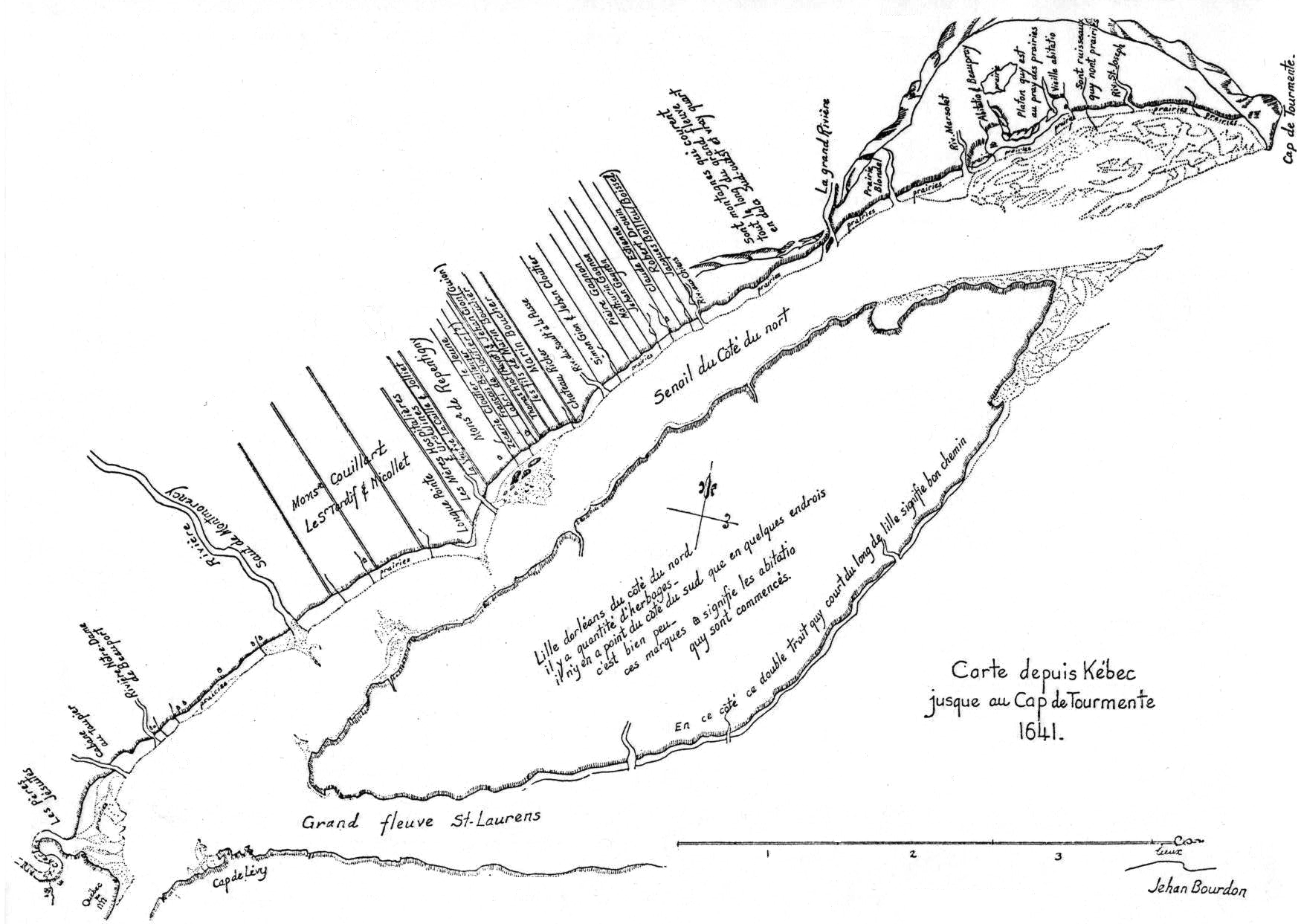
La côte de Beaupré et l'île d'Orléans au XVIIe siècle.

La bataille de Beauport ou de Montmorency est un affrontement majeur qui s'est déroulé le 31 juillet 1759 entre les Forces armées britanniques et françaises durant la guerre de la Conquête du Canada, partie intégrante de la guerre de Sept Ans. Il s'agit de la première des trois batailles entourant la campagne de la ville de Québec, capitale coloniale de la Nouvelle-France, en 1759 et 1760. L'attaque que mènent les Britanniques contre la ligne française de Beauport, à environ 10 kilomètres à l'est de Québec, s'avère un échec et les soldats du général James Wolfe doivent se retirer avec des pertes importantes, totalisant 210 morts et 233 blessés.

## Contexte général

### Guerre de Sept Ans et guerre de Conquête
En 1756, la guerre de Sept Ans débute officiellement en Europe et oppose deux coalitions d'empires et de royautés européens. Cependant, en Amérique du Nord, la guerre débute deux années plus tôt, en 1754, dans les colonies anglaises et françaises des Treize Colonies et de la Nouvelle-France alors que des affrontements - la bataille de Jumonville Glen et la bataille de Fort Necessity - à propos du contrôle du territoire et des réseaux commerciaux éclatent dans l'État de Pennsylvanie. Ainsi débute la guerre de Sept Ans en Amérique du Nord, connue par les Canadiens comme étant la guerre de la Conquête et par les Américains comme étant la French and Indian war.
Initialement, les Français remportent de nombreuses batailles - bataille du fort Oswego, bataille de Fort William Henry et bataille de Fort Carillon notamment - avec à leur tête le Lieutenant-Général Louis-Joseph Marquis de Montcalm. Mais, vers 1758, après la prise de la forteresse française de Louisbourg à la pointe de l'actuelle Nouvelle-Écosse par le jeune général anglais James Wolfe, le vent tourne et les Britanniques ont maintenant l'avantage sur leur opposant. Avec la prise de Louisbourg, les portes du fleuve Saint-Laurent sont grandes ouvertes pour les Anglais, leur permettant d'atteindre la ville de Québec, la ville la plus importante de la Nouvelle-France puisqu'elle en est la capitale coloniale.

## Préparatifs avant la bataille

### Préparatifs de défenses françaises à Beauport
Au mois d'avril 1759, Montcalm débute les préparatifs afin de protéger la ville de Québec. À Beauport, il installe une palissade en bois de 4 kilomètres de long entre la rivière Saint-Charles et la Canardière. Au nord du pont flottant sur ladite rivière, des bâtiments dunkerquois ou ouvrage à corne, sont construits. Plus à l'est, il y érige des retranchements en hauteur, des redoutes, des palissades et des batteries flottantes. Ces fortifications diverses installées sur le littoral et les hauteurs de Beauport totalisent 12 kilomètres de protection entre la rivière Saint-Charles et la rivière Montmorency. Protégée par cette rivière et par sa chute, la chute Montmorency, la majorité des troupes françaises s'y cantonne. Ce choix de défense n'est pas anodin. La ville de Québec est déjà fortement défendue non seulement avec ses murs et ses batteries de pierres ainsi que par le fort Saint-Louis et la redoute du Cap-Diamant, mais aussi par le terrain difficilement accessible pour un attaquant. Effectivement, la ville est défendue par une large falaise escarpée d'environ 40 à 90 mètres de hauteur nommé le cap Diamant. Un débarquement britannique y est inconcevable vu la topographie des environs de Québec. Cependant, les battures de Beauport et les diverses plages offrent une possibilité intéressante de débarquement pour les Anglais. Gabriel Pellegrin calcule avec Montcalm les distances approximatives pour être hors de portée des canons des frégates, et des vaisseaux de lignes. Pellegrin plante des pieux de bois pour faire reculer les troupes en cas de bombardement naval. Les Français seront donc hors de portée durant les bombardements par le HMS Centurion lors de la tentative de débarquement à Beauport Voilà pourquoi Montcalm y installe la majorité de ses troupes, constituées de régiments français de l'armée professionnelle de terre et de la marine, de régiments de la milice canadienne et de guerriers autochtones provenant de diverses nations alliées. Les Britanniques installent le camp de Montmorency au nord de la chute.

### Installation des Anglais au camp de Montmorency
Arrivé devant Québec le 26 juin, le général Wolfe constate que la rive nord du Saint-Laurent vis-à-vis Beauport, lieu le plus propice à un débarquement de troupes en raison des nombreuses plages, est solidement défendue par l'armée française. Wolfe doit par conséquent concevoir le plan d'un débarquement à un autre endroit sur la côte.
La recherche de ce lieu de débarquement alternatif occupe Wolfe durant plus d'un mois. Dans la nuit du 8 au 9 juillet, les forces britanniques effectuent un débarquement sur la rive nord, à environ 1,2 km à l'est de la chute Montmorency et des retranchements français. C'est d'abord Wolfe, à la tête des grenadiers, qui touche terre. Il est rejoint plus tard par la brigade que commande George Townshend. Le débarquement britannique ne rencontre aucune opposition. James Murray, à la tête d'une bonne partie de sa brigade, rejoint Wolfe et Townshend le 10 juillet. Un camp est établi à proximité du lieu de débarquement. Wolfe ordonne la construction d'une importante batterie pour défendre cette nouvelle position, de même que des radeaux et quelques batteries flottantes.

### Choix du plan d'attaque anglais

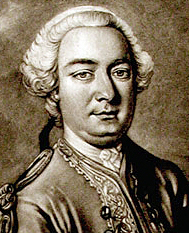
James Wolfe

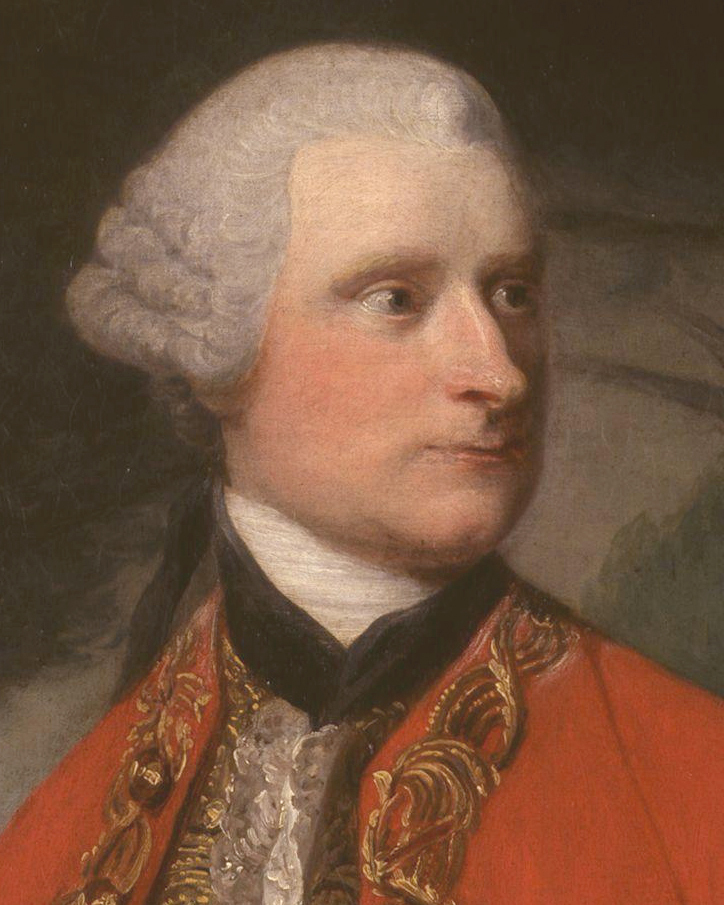
James Murray

À la suite de l'établissement du camp de Montmorency, le général Wolfe explore divers plans d'attaque - impliquant ce nouveau camp à Montmorency - mais ne prend une décision finale que le 28 juillet.
Le premier plan dont Wolfe fait mention dans son journal et dans sa correspondance avec ses officiers est celui du 16 juillet. Dans une lettre au brigadier Robert Monckton datée du 16 juillet, Wolfe écrit qu'il espère s’emparer de l'une des redoutes sur la ligne française, non loin de l'embouchure de la rivière Montmorency, afin de forcer l'ennemi hors de ses retranchements situés sur les hauteurs de la côte de Beauport. Le plan implique un bombardement de la marine britannique et de l'artillerie installée au camp de Montmorency, le débarquement d'une importante force transportée depuis l'île d'Orléans, de même qu'une jonction effectuée par le corps de troupe traversant la rivière Montmorency à partir du camp de Montmorency, soit sur des radeaux soit en empruntant le passage à gué au pied de la chute Montmorency. Au même moment, la brigade de Robert Monckton devrait débarquer sur la droite française, entre la rivière Saint-Charles et Beauport, alors que l'attention française serait tournée vers la gauche.
Ce plan est laissé en suspens. Quatre jours plus tard, le 20 juillet, survient un événement d'une grande importance pour les Britanniques : la Royal Navy réussit à passer sept bateaux dans la nuit du 18 au 19 juillet, dont le vaisseau de guerre Sutherland (50 Canons) et une frégate, la Squirrel. La Diana échouera cependant et devra faire demi-tour, dans l'étroit passage maritime entre Québec et la pointe Lévy. Ils ouvrent par le fait même la possibilité d'un débarquement à l'ouest de la ville, notamment vers les plages de Cap-Rouge. Les batteries françaises qui tonnent contre la flottille britannique à partir de la Basse-Ville, de même que les batteries flottantes qui la poursuivent, ne parviennent effectivement pas à empêcher la traversée. Il faut également tenir compte que deux frégates françaises commandées par Jean Vauquelin, l'Atalante (34 canons) et la Pomone (30 canons) ancrées à l'Anse des Mères ont été retirées par Vaudreuil le 21 juin et désarmées, allant contre le plan établi par Montcalm, Lévis et l'état-major français. Selon le journal de bord du Sutherland, les boulets français de la ville seraient passés trop haut pour endommager la flotte.
Grâce à ce tour de force, Wolfe peut effectuer lui-même la reconnaissance de la rive nord du Saint-Laurent, à l'ouest de Québec. Le lendemain, il se rend un peu plus à l'ouest aux abords de la rivière Chaudière, pour étudier la rive nord entre Sillery et Cap-Rouge. Wolfe communique à Monkton des instructions pour une attaque contre le village de Saint-Michel. Cependant, à 13h, Wolfe envoie un contre-ordre à Monkton. Ce dernier doit plutôt attendre quelques jours en raison de « circonstances particulières ». Il est possible que les circonstances dont parle Wolfe fassent référence à la contre-attaque française au cours de laquelle la batterie française de Samos près de Sillery endommage le Squirrel.
Le 26 juillet, Wolfe est de retour au camp de Montmorency. Escorté par deux bataillons, il remonte le long de la rivière Montmorency vers le nord afin de reconnaître le secteur par lui-même. À environ cinq kilomètres de son embouchure, il observe un gué permettant de passer aisément de la rive ouest à la rive est de la Montmorency. Cette découverte donne lieu à une solide escarmouche entre les soldats britanniques, tentant de traverser, et les soldats français et la milice canadienne qui sont retranchés sur l'autre rive. Les Britanniques dénombrent des pertes de 45 hommes, soit tués ou blessés et doivent battre en retraite.
Tout compte fait, le plan initial semble le meilleur : il faut attaquer les Français de front, les déloger de leurs retranchements et les forcer à battre en rangée, comme en Europe, afin d'avantager les forces britanniques. Ces dernières sont composées d'un grand nombre de soldats professionnels, contrairement aux forces françaises. Effectivement, l'armée française est constituée majoritairement de la milice canadienne qui est moins adaptée aux batailles européennes. Les Canadiens sont habitués de se battre en plus petit nombre, en corps relativement indépendants et sur un territoire principalement forestier comme leurs alliés autochtones. Ils excellent ainsi dans l'art de la guérilla. Ils méconnaissent les batailles en rangées sur des champs de bataille ouverts où les régiments manœuvrent conformément aux ordres des généraux. Cela pousserait les Français à abdiquer à Beauport, ce qui ouvrirait la voie vers la ville de Québec via la rive nord.
Le 28 juillet, il est prévu par l'État-major anglais qu'une attaque de la ligne française de Beauport s’effectue le 30 juillet. Or, à la date prévue, la faiblesse du vent ne permet aucun mouvement naval et les opérations sont reportées au lendemain, le 31 juillet. Le plan d'attaque envisagé par Wolfe suppose une variation du plan qu'il décrivait au brigadier Robert Monckton dans sa lettre du 16 juillet : un bombardement naval et terrestre, plus de 2500 boulets de canons seront tirés sur les positions franco-canadiennes, puis un débarquement suivi d'une jonction à pied via son camp de Montmorency. Contrairement au plan du 16 juillet, aucune mention n'est faite d'une attaque parallèle sur la droite française, à l'ouest de Beauport.

## Déroulement de la bataille

### Un plan d'attaque dangereux
Au matin du 31 juillet, le général Wolfe monte à bord du Russell, un des deux transporteurs armés (l'autre étant le Three Sisters) destinés à l'attaque contre la seconde redoute à l'est de la ligne de défense française, nommée la redoute Johnstone. Wolfe, qui est rapidement dans le feu de l'action, possède alors la chance de mieux reconnaître la position française qu'il ne pouvait le faire à partir de l'île d'Orléans. Il se rend immédiatement compte de son erreur : la redoute qu'il espérait prendre pour forcer les Français hors de leurs retranchements est en réalité à portée de tir de ces mêmes retranchements. Les soldats français peuvent ainsi abandonner la redoute tout en la défendant. Cette observation change la donne et le plan d'attaque britannique s'avère conséquemment dangereux.
Cependant, le général Wolfe décide de lancer l'attaque. Dans son journal, il affirme que c'est « la confusion et le désordre » qu'il observe chez l'adversaire qui l'incite alors à l'action. À ce moment, Wolfe n'interprète pas adéquatement les mouvements français, car les troupes ennemies se placent conformément aux ordres donnés lors de l'alarme générale sonnée par Montcalm à midi. Un peu passé midi, les trois commandants, Townshend et Murray au camp de Montmorency et Monckton au camp de Pointe-Lévy, reçoivent l'ordre de se préparer à l'attaque. Cette dernière commence à 12h30.

### Un débarquement difficile
Dès 11h, deux navires britanniques se sont déjà échoués sur des bas-fonds. À la même heure, le navire de guerre britannique de 64 canons le Centurion et deux autres navires marchands percés de 14 canons chacun amarrent près des chutes Montmorency. De concert avec la batterie du camp de Montmorency, qui comprend un total d'environ 40 canons, ils ouvrent le feu sur les deux redoutes française les plus à l'est : les redoutes Johnstone et du Sault. Au même moment les vaisseaux transporteurs Russell et Three Sisters atteignent la côte et font débarquer un petit corps de reconnaissance qui doit attaquer la redoute Johnstone sous les ordres de Wolfe alors que les bateaux qui transportent la principale force de débarquement quittent l'île d'Orléans vers 12h30. Un imprévu survient alors : le débarquement sur la côte — un peu à l'ouest de la chute Montmorency — doit être suspendu. Les navires ont rencontré une barrière de rochers qui les empêche d'atteindre les plages. Un temps considérable est perdu afin de trouver un endroit propice au débarquement, qui s'effectue finalement beaucoup plus tardivement, vers 17h30. À cette heure, le ciel est déjà couvert de nuages annonciateurs d'un orage. De plus, le général français a su anticiper l'endroit d'accostage et ses soldats sont prêts à accueillir les troupes de débarquement britanniques, l'alarme ayant été sonnée depuis déjà plusieurs heures.

### L'affrontement terrestre

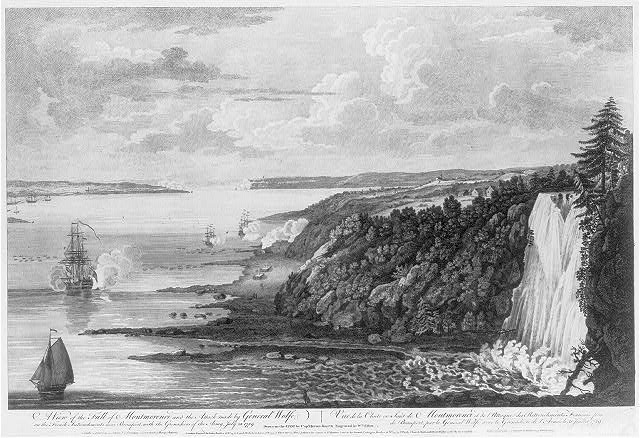
Vue des chutes Montmorency avec la bataille de Beauport au loin. Peint par Hervey Smith

Une fois débarquées, les treize compagnies comportant environ 800 grenadiers de Louisbourg et quelque 200 soldats des Royal Americans se dirigent en colonne vers les lignes françaises installées sur la plage. Les troupes anglaises réussissent à prendre la redoute. Mais, fébriles, les grenadiers britanniques n'attendent pas les troupes de renfort devant faire jonction via le gué traversant la rivière au pied de la chute Montmorency et tentent un assaut frontal. Lorsque les grenadiers atteignent finalement la falaise de Beauport, ils se rendent compte que la falaise sera beaucoup plus difficile à monter que prévu. De plus, les Français ont su retraiter en règle depuis la redoute vers les retranchements, permettant ainsi de stopper l'avancée des Grenadiers. Finalement, le tiraillage imposant de la milice canadienne de Montréal et des guerriers autochtones cachés dans les bois environnant n'aident en rien l’assaut britannique.
Au cœur de la bataille, et alors que les Français sont près de manquer de munitions, un orage d'été éclate sous le ciel du Saint-Laurent. De ce fait, la poudre est mouillée et les fusils deviennent inutilisables. Townshend, dont les troupes assiègent toujours la redoute du Sault sur la plage à l'est de la ligne de front anglaise, ne peut rivaliser avec la mousqueterie des soldats français qui sont relativement à l'abri et au sec. Les conditions métrologiques et stratégiques défaillantes vont mener à une défaite importante si les troupes britanniques ne se retirent pas à l'instant. Lorsque le général Wolfe ordonne la retraite, les troupes qui marchent depuis le camp de Montmorency, arrêtées par la redoute du Sault, n'ont toujours pas fait la jonction avec les troupes de débarquement. À ce moment, la marée commence d'ailleurs à monter, ce qui bloquerait la retraite des troupes britanniques sur les plages en submergeant le passage à gué si elle n'est pas commandée à l'instant. Les troupes de Townshend et de Murray rebroussent alors rapidement chemin vers le gué de l'embouchure de la Montmorency avant qu'il ne soit trop tard, alors que les troupes de Wolfe et Monckton rembarquent dans leurs vaisseaux transporteurs et quittent en direction de la flotte britannique. À 19h30, la bataille est terminée. Les troupes françaises ont réussi à défendre les plages au pied de la chute Montmorency ainsi que le village de Beauport malgré une attaque massive mais désordonnée des Britanniques.

## Conséquences
Wolfe enregistre 440 pertes, soit 210 morts et 230 blessés, alors que dans le camp français ne dénombre que 60 à 70 pertes, blessés et morts inclus. Les pertes françaises sont attribuables aux tirs de la batterie du camp de Montmorency et à l'assaut britannique sur les plages. Le lendemain, Wolfe écrit à Monkton que les pertes subies la veille ne sont pas très grandes et que l'échec ne doit pas les décourager. Mais cet événement altère les relations entre le général britannique, son état-major et ses soldats. Les grenadiers sont surtout amers du sermon que leur a fait Wolfe en raison du manque de discipline qu'ils ont manifesté lors de l’assaut. Comme conséquences, la campagne de peur et de destruction contre les civils canadiens s'amplifie. Au cours du mois d'août, environ 1 400 maisons, granges, fermes et églises seront réduites en cendre par les troupes de Wolfe afin de d'encourager les Canadiens à déserter l'armée. De plus, le rythme des bombardements sur la ville de Québec s'intensifie.
Malgré cette victoire écrasante des Français, le général Montcalm reste lucide. Les conséquences sont grandes, surtout depuis que les troupes britanniques peuvent circuler librement sur l'île d'Orléans, la côte du sud et la côte de Beaupré. Écrivant à Bourlamaque, Montcalm mentionne qu'à son avis, cet épisode ne sera qu'un prélude à une attaque plus importante qu'ils ne peuvent maintenant qu'attendre patiemment. Effectivement, la bataille des Plaines d'Abraham, second affrontement de la campagne du Canada, suivra et permettra aux Britanniques de s'emparer de la ville de Québec.